# Козлов, Александр Николаевич (химик)
Александр Николаевич Козлов (23 июня 1954, Касимов — 7 марта 2010, Рязань) — почётный работник высшего профессионального образования РФ, общественный деятель, учёный-химик.
Работал в Рязанском государственном университете имени С. А. С. А. Есенин (РГУ) с октября 1985 года (тогда — Рязанский государственный педагогический институт) до своей смерти в марте 2010 года. С января 1996 года — начальник учебно-методического отдела; с апреля 1998 года по март 2007 года — проректор по учебно-методической и воспитательной работе, с сентября 2000 года — заведующий кафедрой химии, с февраля 2005 года — профессор кафедры химии, с марта 2007 года по февраль 2008 года — и. о. ректора РГУ, с марта 2008 года — первый проректор РГУ им. С. А. Есенина.

## Биография
Александр Николаевич родился 23 июня 1954 года в городе Касимове Рязанской области. Его отец был капитаном грузового теплохода, перевозившего грузы по Волге и её крупным притокам, а мать работала на этом же судне поваром. Старший брат пошел по стопам отца, став начальником одесского порта.
После окончания школы в г. Касимове в 1971 г. Александр поступил на факультет естествознания Рязанского государственного педагогического института. На выбор его профессии оказала влияние школьный учитель химии Раиса Максимовна Филинкова. В 1976 г. А. Н. Козлов окончил институт по специальности «учитель биологии и химии». Трудовую деятельность начал в качестве учителя химии и биологии Елатомской средней школы Касимовского района Рязанской области, где работал по 30 сентября 1982 г. В 1982 г. поступил в очную целевую аспирантуру Московского государственного педагогического института им. В. И. Ленина при кафедре общей и аналитической химии к специалисту в области электрохимии Н. И. Подобаеву. После окончания аспирантуры с 1 октября 1985 г. по 21 октября 1990 г. работал ассистентом кафедры химии РГПИ им. C.А. Есенина, затем (по 9 января 1996 г.) — старшим преподавателем кафедры химии и заведующим подготовительным отделением РГПИ (РГПУ).
В 1995 г. Александр Николаевич защитил диссертацию на соискание ученой степени кандидата химических наук по теме «Электродные процессы на железе и его сульфидах в условиях коррозии в сероводородсодержащих растворах и действие ингибиторов коррозии». С 10 января 1996 г. назначен начальником учебно-методического отдела и исполняющим обязанности заведующего подготовительным отделением РГПУ. С 1 сентября 1996 г. работал на должности доцента кафедры химии, ученое звание доцента по кафедре химии присвоено решением Министерства общего и профессионального образования РФ от 20 января 1999 г., приказ № 14-д. С 1 февраля 2005 г. занимал должность профессора кафедры; в сентябре 1996 г. избран заведующим кафедрой химии. А. Н. Козловым опубликовано 38 научных работ по электрохимии и коррозии металлов и методическим аспектам преподавания химии в высшей школе.
С 1 апреля 1998 года по 25 марта 2007 г. являлся проректором по учебно-методической и воспитательной работе РГПУ (РГУ) им. С. А. Есенина.
С 26 марта 2007 года Приказом Министерства образования и науки Российской Федерации № 18-02/49 от 26.03.2007 г. был назначен исполняющим обязанности ректора РГУ им. С. А. Есенина. Решением Ученого совета РГУ от 16 ноября 2007 г. № 4 А. Н. Козлов был включен в список кандидатур на должность ректора РГУ им. С. А. Есенина, однако незадолго до выборов снял свою кандидатуру (по неподтвержденным данным под давлением функционеров Министерства образования и науки РФ).
После избрания в феврале 2008 г. Ирины Михайловны Шеиной ректором РГУ им. С. А. Есенина в соответствии с приказом № 64-кп от 04.03.2008 г. А. Н. Козлов назначен первым проректором университета.
Проходил повышение квалификации в Российском государственном педагогическом университете имени А. И. Герцена (2005 г.) по проблеме обеспечения качества подготовки магистров.
В начале марта 2010 г. здоровье А. Н. Козлова резко ухудшилось. В областной клинической больнице ему был поставлен диагноз цирроз печени. После нескольких дней в реанимации 7 марта 2010 года, на 56 году жизни Александр Николаевич скончался.
Гражданская панихида, на которой присутствовало около 1000 человек, состоялась 10 марта в конференц-зале РГУ. Похоронен А. Н. Козлов на Новогражданском кладбище г. Рязани.

## Научная деятельность

### Основные направления деятельности, достижения
А. Н. Козлов принимал активное участие в строительстве студенческого театра «Переход» и церкви Покрова Пресвятой Богородицы и Святой Мученицы Татианы на территории Рязанского государственного университета.
А. Н. Козлов являлся председателем Общественного совета регионального общественного фонда им. С. Н. Худекова. Состоял в членах Редакционного совета журнала «Философия и культура» института философии Российской академии наук. Являлся рецензентом и редактором десятков научных и учебно-методических изданий.
Являлся инициатором проведения и участником ряда научных, культурных, общественных мероприятий, входил в состав оргкомитетов значительного числа конференций, организуемых Рязанским государственным университетом. В том числе: выступил инициатором проведения конференций, посвященных И. П. Павлову совместно с музеем-усадьбой академика И. П. Павлова; организатором и ведущим круглого стола, посвященного 175-летию со дня рождения Д. И. Менделеева и 140-летию создания периодической системы химических элементов,; являлся сопредседателем Оргкомитета Дней защиты от экологической опасности в Рязанской области в 2008—2009 г.,, сопредседателем Оргкомитета Международной научно-практической конференции «Психология здоровья: психическое, психологическое и социальное здоровье гендерно-возрастных групп населения» (2008 г.); участвовал в организации и работе лагеря-семинара студенческого актива, в I областном молодёжном Форуме «Молодежь и малый бизнес» (2009 г.), в работе круглого стола на тему «Педагогический отряд: содержание деятельности и проблемы работы» в рамках слета педагогических отрядов; в проведении конференции, посвященной 190-летию со дня рождения Якова Полонского, Всероссийской научно-практической конференции «С. Н. Худеков в общественно-политической, культурной и хозяйственной жизни России» (2007 г.), Международной научной конференции «Проблемы научной биографии Есенина», посвящённой 114-й годовщине со дня рождения С. А. Есенина (2009 г.). С первого года проведения и на протяжении более 10 лет принимал участие в организации и проведении Дня открытых дверей в университете; в праздновании Дня университета, в праздничных и спортивно-массовых мероприятиях со студентами,,. Способствовал развитию студенческого театра «Переход».
А. Н. Козлов активно интересовался проблемами краеведения, историей образования в Рязанском крае. На протяжении 17 лет являлся председателем оргкомитета Рязанских педагогических чтений.

### Интересы в других областях
Серьёзным увлечением А. Н. Козлова была музыка. Он всю жизнь собирал музыкальные записи классических произведений, имел крупную фонотеку; знал оперные произведения наизусть; к нему часто обращались за консультациями по вопросам истории музыки. Также увлекался театральным искусством,.

### Оценки
По мнению ректора РГУ им. С. А. Есенина И. М. Шеиной, высокий статус университета в регионе — это в значительной степени заслуга А. Н. Козлова, который много внимания уделял совершенствованию учебного процесса, повышению качества образования, воспитательной работе со студентами. Как отметил Президент РГУ им С. А. Есенина академик РАО А. П. Лиферов, А. Н. Козлов пользовался высоким авторитетом и любовью среди сотрудников и студентов РГУ им. С. А. Есенина.

## Награды
А. Н. Козлов награждён Почётной грамотой Министерства образования Российской Федерации (2000 г.), нагрудным знаком «Почетный работник высшего профессионального образования» (2003 г.), Почетной грамотой Губернатора Рязанской области, юбилейным гражданским орденом Серебряная Звезда «Общественное признание» (2007 г.)